# Cita en la gloria
Cita en la gloria é uma telenovela mexicana, produzida pela Televisa e exibida em 1966 pelo Telesistema Mexicano.

## Elenco
- Ángel Garasa
- Guillermo Orea
- Leonorilda Ochoa
- Andrea Palma